# 最後のTight Hug
「最後のTight Hug」（さいごのタイト ハグ）は、日本の女性アイドルグループ乃木坂46の楽曲。2021年11月5日にN46Div.から先行配信シングルとして配信開始された。秋元康が作詞、杉山勝彦が作曲した。楽曲のセンターポジションは生田絵梨花が務めた。

## 背景とリリース
2021年12月15日に発売されたベスト・アルバム『Time flies』のリード曲として収録された新曲で、先行配信シングルとしてリリースされた。メディアでは同年11月3日の深夜に放送された『乃木坂46のオールナイトニッポン』で初オンエアされ 、2021年11月11日放送の読売テレビ・日本テレビ系音楽番組『ベストヒット歌謡祭2021』でテレビ初披露された。

## ミュージック・ビデオ
監督：池田一真
- 10月中旬頃に長野県内で2日間にわたり行われた。とある村の祭りの日に、そこから旅立っていく者（生田絵梨花）への気持ちを言葉ではなく踊りで伝える1日を描いている[7]。

## 収録曲
| #  | タイトル            | 作詞   | 作曲     | 編曲             | 時間 |
| -- | ------------------- | ------ | -------- | ---------------- | ---- |
| 1. | 「最後のTight Hug」 | 秋元康 | 杉山勝彦 | 杉山勝彦、谷地学 | 4:55 |

## 選抜メンバー
（センター：生田絵梨花）
- 秋元真夏、生田絵梨花、岩本蓮加、梅澤美波、遠藤さくら、賀喜遥香、掛橋沙耶香、北野日奈子、久保史緒里、齋藤飛鳥、新内眞衣、鈴木絢音、清宮レイ、田村真佑、筒井あやめ、早川聖来、樋口日奈、星野みなみ、山下美月、与田祐希

歌唱メンバーは28thシングル「君に叱られた」選抜メンバーと同じ（『Time flies』発売前にグループを卒業した高山一実を除く）。2021年12月31日にグループを卒業した生田絵梨花が最後のセンターを務めた。